# PLFA II 2016
La PLFA II 2016 è la 5ª edizione del campionato di football americano di terzo livello, organizzato dalla PZFA.

## Squadre partecipanti
| Club                     | Città               | Stadio | Sponsor ufficiale | Risultato nella stagione 2015 |
| ------------------------ | ------------------- | ------ | ----------------- | ----------------------------- |
| Angels Toruń             | Toruń               |        |                   |                               |
| Aviators Mielec          | Mielec              |        |                   |                               |
| Bydgoszcz Archers        | Bydgoszcz           |        |                   |                               |
| Crusaders Warszawa       | Varsavia            |        |                   |                               |
| Dragons Zielona Góra     | Zielona Góra        |        |                   |                               |
| Green Ducks Radom        | Radom               |        |                   |                               |
| Griffons Słupsk          | Słupsk              |        |                   |                               |
| Hammers Łaziska Górne    | Łaziska Górne       |        |                   |                               |
| Kozły Poznań B           | Poznań              |        |                   |                               |
| Kraków Tigers            | Cracovia            |        |                   |                               |
| Olsztyn Lakers           | Olsztyn             |        |                   |                               |
| Panthers Wrocław B       | Breslavia           |        |                   |                               |
| Patrioci Poznań          | Poznań              |        |                   |                               |
| Pretorians Skoczów       | Skoczów             |        |                   |                               |
| Rhinos Wyszków           | Wyszków             |        |                   |                               |
| Rybnik Thunders          | Rybnik              |        |                   |                               |
| Rzeszów Rockets          | Rzeszów             |        |                   |                               |
| Silvers Olkusz           | Olkusz              |        |                   |                               |
| Stal Gorzów Wielkopolski | Gorzów Wielkopolski |        |                   |                               |
| Warsaw Sharks B          | Varsavia            |        |                   |                               |
| Wolverines Opole         | Opole               |        |                   |                               |
| Zagłębie Steelers        | Będzin              |        |                   |                               |

## Stagione regolare

### Calendario

#### 1ª giornata
| Toruń 18 giugno 2016, ore 18:00 | Angels Toruń | 6 – 24 (6-0 0-6 0-12 0-6) referto | Bydgoszcz Archers | Boiska MOSiR (450 spett.)\| Arbitro: \| Żołądek \| |
| Arbitro:                        | Żołądek      |                                   |                   |                                                    |

| Cracovia 19 giugno 2016, ore 13:00 | Kraków Tigers | 14 – 12 (0-6 0-6 0-0 14-0) referto | Rzeszów Rockets | MOS "Wschód" (400 spett.)\| Arbitro: \| Ratajczak \| |
| Arbitro:                           | Ratajczak     |                                    |                 |                                                      |

| Gorzów Wielkopolski 19 giugno 2016, ore 15:00 | Stal Gorzów Wielkopolski | 8 – 38 (0-8 0-14 8-0 0-16) referto | Dragons Zielona Góra | Stadion im. Edwarda Jancarza (100 spett.)\| Arbitro: \| Radziński \| |
| Arbitro:                                      | Radziński                |                                    |                      |                                                                      |

#### 2ª giornata
| Rybnik 25 giugno 2016, ore 15:00 | Rybnik Thunders | 4 – 20 (0-0 0-7 -13 4-0) referto | Hammers Łaziska Górne | Stadion Miejski (200 spett.)\| Arbitro: \| Przybyła \| |
| Arbitro:                         | Przybyła        |                                  |                       |                                                        |

| Wyszków 26 giugno 2016, ore 12:30 | Rhinos Wyszków | 41 – 0 (20-0 7-0 14-0 0-0) referto | Crusaders Warszawa | Miejski Klub Sportowy Bug Wyszków (500 spett.)\| Arbitro: \| Jurzyk \| |
| Arbitro:                          | Jurzyk         |                                    |                    |                                                                        |

#### 3ª giornata
| Będzin 2 luglio 2016, ore 16:00 | Zagłębie Steelers | 0 – 6 (0-0 0-6 0-0 0-0) referto | Aviators Mielec | (50 spett.)\| Arbitro: \| Grabarek \| |
| Arbitro:                        | Grabarek          |                                 |                 |                                       |

| Radom 3 luglio 2016, ore 14:00 | Green Ducks Radom | 80 – 0 (38-0 14-0 14-0 14-0) referto | Warsaw Sharks B | (300 spett.)\| Arbitro: \| Przybyła \| |
| Arbitro:                       | Przybyła          |                                      |                 |                                        |

#### 4ª giornata
| Poznań 9 luglio 2016, ore 12:00 | Patrioci Poznań | 45 – 8 (7-0 19-8 19-0 0-0) referto | Stal Gorzów Wielkopolski | Stadion Golęcin (150 spett.)\| Arbitro: \| Mucha \| |
| Arbitro:                        | Mucha           |                                    |                          |                                                     |

| Olkusz 10 luglio 2016, ore 13:00 | Silvers Olkusz | 35 – 16 (6-0 16-6 7-0 6-10) referto | Rzeszów Rockets | (150 spett.)\| Arbitro: \| Karaś \| |
| Arbitro:                         | Karaś          |                                     |                 |                                     |

| Poznań 10 luglio 2016, ore 13:00 | Kozły Poznań B | 16 – 52 (16-30 0-22 0-0 0-0) referto | Dragons Zielona Góra | Stadion Golęcin (150 spett.)\| Arbitro: \| Przybyła \| |
| Arbitro:                         | Przybyła       |                                      |                      |                                                        |

#### 5ª giornata
| Praga-Północ 17 luglio 2016, ore 13:30 | Crusaders Warszawa | 3 – 48 (3-6 0-30 0-6 0-6) referto | Green Ducks Radom | DOSIR Praga-Północ (250 spett.)\| Arbitro: \| Brueck \| |
| Arbitro:                               | Brueck             |                                   |                   |                                                         |

| Opole 17 luglio 2016, ore 14:00 | Wolverines Opole | 48 – 21 (21-0 7-8 13-7 7-6) referto | Rybnik Thunders | Stadio comunale di atletica leggera (800 spett.)\| Arbitro: \| Przybyła \| |
| Arbitro:                        | Przybyła         |                                     |                 |                                                                            |

| Olsztyn 17 luglio 2016, ore 15:00 | Olsztyn Lakers | 38 – 12 (6-10 20-0 0-0 12-2) referto | Griffons Słupsk | Piłka Siatkowa Azs Uwm (400 spett.)\| Arbitro: \| Wiśnicki \| |
| Arbitro:                          | Wiśnicki       |                                      |                 |                                                               |

#### 6ª giornata
| Łaziska Górne 23 luglio 2016, ore 12:00 | Hammers Łaziska Górne | 7 – 6 (0-0 0-6 7-0 0-0) referto | Pretorians Skoczów | MOSIR Łaziska Górne\| Arbitro: \| Grabarek \| |
| Arbitro:                                | Grabarek              |                                 |                    |                                               |

| Bydgoszcz 24 luglio 2016, ore 14:00 | Bydgoszcz Archers | 27 – 6 (14-0 13-0 0-0 0-6) referto | Griffons Słupsk | Klub Sportowy Gwiazda\| Arbitro: \| Karaś \| |
| Arbitro:                            | Karaś             |                                    |                 |                                              |

| Rzeszów 24 luglio 2016, ore 14:00 | Rzeszów Rockets | 55 – 0 (13-0 13-0 22-0 7-0) referto | Zagłębie Steelers | stadion CWKS Resovia w Rzeszowie\| Arbitro: \| Żołądek \| |
| Arbitro:                          | Żołądek         |                                     |                   |                                                           |

| Mielec 24 luglio 2016, ore 14:00 | Aviators Mielec | 14 – 35 (0-7 0-14 6-7 8-7) referto | Silvers Olkusz | Stadion MOSIR\| Arbitro: \| Przybyła \| |
| Arbitro:                         | Przybyła        |                                    |                |                                         |

#### 7ª giornata
| Poznań 30 luglio 2016, ore 14:00 | Patrioci Poznań | 34 – 0 (8-0 20-0 0-0 6-0) referto | Kozły Poznań B | Stadion Golęcin\| Arbitro: \| Zarganis \| |
| Arbitro:                         | Zarganis        |                                   |                |                                           |

| Breslavia 30 luglio 2016, ore 15:00 | Panthers Wrocław B | 27 – 24 (0-6 7-0 14-12 6-6) referto | Dragons Zielona Góra | Stadion Oławka\| Arbitro: \| Rączkowski \| |
| Arbitro:                            | Rączkowski         |                                     |                      |                                            |

| Słupsk 30 luglio 2016, ore 16:00 | Griffons Słupsk | 6 – 30 (0-6 6-7 0-10 0-7) referto | Angels Toruń | Stadion 650-lecia\| Arbitro: \| Radziński \| |
| Arbitro:                         | Radziński       |                                   |              |                                              |

| Varsavia 31 luglio 2016, ore 13:00 | Warsaw Sharks B | 0 – 47 (0-20 0-14 0-6 0-7) referto | Rhinos Wyszków | Stadion AWF\| Arbitro: \| Jurzyk \| |
| Arbitro:                           | Jurzyk          |                                    |                |                                     |

| Olkusz 31 luglio 2016, ore 13:00 | Silvers Olkusz | 35 – 0 (20-0 7-0 0-0 8-0) referto | Aviators Mielec | \| Arbitro: \| Rączkowski \| |
| Arbitro:                         | Rączkowski     |                                   |                 |                              |

| Bydgoszcz 31 luglio 2016, ore 14:00 | Bydgoszcz Archers | 28 – 7 (14-0 14-0 0-7 0-0) referto | Olsztyn Lakers | Klub Sportowy Gwiazda\| Arbitro: \| Radziński \| |
| Arbitro:                            | Radziński         |                                    |                |                                                  |

#### 8ª giornata
| Rzeszów 6 agosto 2016, ore 12:00 | Rzeszów Rockets | 16 – 14 (7-6 0-0 6-8 3-0) referto | Kraków Tigers | stadion CWKS Resovia w Rzeszowie\| Arbitro: \| Mucha \| |
| Arbitro:                         | Mucha           |                                   |               |                                                         |

| Skoczów 6 agosto 2016, ore 14:00 | Pretorians Skoczów | 0 – 27 (0-21 0-0 0-6 0-0) referto | Hammers Łaziska Górne | LKS Ochaby 96\| Arbitro: \| Przybyła \| |
| Arbitro:                         | Przybyła           |                                   |                       |                                         |

| Poznań 7 agosto 2016, ore 13:00 | Kozły Poznań B | 6 – 34 (0-8 0-20 6-0 0-6) referto | Patrioci Poznań | Stadion Posnanii\| Arbitro: \| Ratajczak \| |
| Arbitro:                        | Ratajczak      |                                   |                 |                                             |

| Praga-Północ 7 agosto 2016, ore 13:30 | Crusaders Warszawa | 0 – 53 (0-17 0-20 0-14 0-2) referto | Rhinos Wyszków | DOSIR Praga-Północ\| Arbitro: \| Pruszkowski \| |
| Arbitro:                              | Pruszkowski        |                                     |                |                                                 |

| Będzin 7 agosto 2016, ore 14:00 | Zagłębie Steelers | 8 – 41 (0-6 0-8 8-14 0-13) referto | Silvers Olkusz | \| Arbitro: \| Brueck \| |
| Arbitro:                        | Brueck            |                                    |                |                          |

| Zielona Góra 7 agosto 2016, ore 14:30 | Dragons Zielona Góra | 8 – 28 (0-0 8-14 0-7 0-7) referto | Panthers Wrocław B | \| Arbitro: \| Przybyła \| |
| Arbitro:                              | Przybyła             |                                   |                    |                            |

#### 9ª giornata
| Breslavia 13 agosto 2016, ore 12:00 | Panthers Wrocław B | 55 – 0 (28-0 13-0 14-0 0-0) referto | Stal Gorzów Wielkopolski | Stadion Oławka\| Arbitro: \| Ratajczak \| |
| Arbitro:                            | Ratajczak          |                                     |                          |                                           |

| Varsavia 13 agosto 2016, ore 13:08 | Warsaw Sharks B | 2 – 45 (0-26 2-0 0-0 0-19) referto | Crusaders Warszawa | Stadion AWF\| Arbitro: \| Żak \| |
| Arbitro:                           | Żak             |                                    |                    |                                  |

| Łaziska Górne 13 agosto 2016, ore 15:30 | Hammers Łaziska Górne | 13 – 15 (0-0 0-6 13-6 0-3) referto | Rybnik Thunders | Stadion MOSIR\| Arbitro: \| Rączkowski \| |
| Arbitro:                                | Rączkowski            |                                    |                 |                                           |

| Toruń 13 agosto 2016, ore 16:00 | Angels Toruń | 13 – 27 (0-0 7-7 0-14 6-6) referto | Olsztyn Lakers | Boiska MOSiR\| Arbitro: \| Mucha \| |
| Arbitro:                        | Mucha        |                                    |                |                                     |

| Rzeszów 14 agosto 2016, ore 13:00 | Rzeszów Rockets | 42 – 0 (21-0 7-0 14-0 0-0) referto | Aviators Mielec | stadion CWKS Resovia w Rzeszowie\| Arbitro: \| Karaś \| |
| Arbitro:                          | Karaś           |                                    |                 |                                                         |

| Wyszków 14 agosto 2016, ore 13:30 | Rhinos Wyszków | 26 – 12 (0-0 7-6 10-0 9-6) referto | Green Ducks Radom | Miejski Klub Sportowy Bug Wyszków\| Arbitro: \| Żak \| |
| Arbitro:                          | Żak            |                                    |                   |                                                        |

| Opole 14 agosto 2016, ore 14:00 | Wolverines Opole | 35 – 3 (7-3 7-0 6-0 15-0) referto | Pretorians Skoczów | Stadio comunale di atletica leggera\| Arbitro: \| Brueck \| |
| Arbitro:                        | Brueck           |                                   |                    |                                                             |

| Będzin 14 agosto 2016, ore 14:00 | Zagłębie Steelers | 0 – 48 (0-27 0-14 0-7 0-0) referto | Kraków Tigers | \| Arbitro: \| Ratajczak \| |
| Arbitro:                         | Ratajczak         |                                    |               |                             |

| Zielona Góra 14 agosto 2016, ore 14:30 | Dragons Zielona Góra | 44 – 30 (8-16 16-0 14-6 6-8) referto | Patrioci Poznań | \| Arbitro: \| Radziński \| |
| Arbitro:                               | Radziński            |                                      |                 |                             |

#### 10ª giornata
| Skoczów 20 agosto 2016, ore 14:00 | Pretorians Skoczów | 0 – 3 (0-0 0-0 0-3 0-0) referto | Rybnik Thunders | Stadion Beskid im. R. Kukucza\| Arbitro: \| Brueck \| |
| Arbitro:                          | Brueck             |                                 |                 |                                                       |

| Słupsk 20 agosto 2016, ore 16:00 | Griffons Słupsk | 8 – 20 (0-6 6-7 0-10 0-7) referto | Olsztyn Lakers | Stadion 650-lecia\| Arbitro: \| Łojewski \| |
| Arbitro:                         | Łojewski        |                                   |                |                                             |

| Bydgoszcz 21 agosto 2016, ore 14:00 | Bydgoszcz Archers | 6 – 7 (0-0 6-0 0-7 0-0) referto | Angels Toruń | Klub Sportowy Gwiazda\| Arbitro: \| Zarganis \| |
| Arbitro:                            | Zarganis          |                                 |              |                                                 |

| Opole 21 agosto 2016, ore 14:00 | Wolverines Opole | 50 – 6 (16-6 0-0 21-0 13-0) referto | Hammers Łaziska Górne | Stadio comunale di atletica leggera\| Arbitro: \| Brueck \| |
| Arbitro:                        | Brueck           |                                     |                       |                                                             |

#### 11ª giornata
| Rybnik 27 agosto 2016, ore 12:00 | Rybnik Thunders | 20 – 27 (0-8 13-12 0-7 7-0) referto | Pretorians Skoczów | Thunders Field\| Arbitro: \| Radziński \| |
| Arbitro:                         | Radziński       |                                     |                    |                                           |

| Radom 27 agosto 2016, ore 13:00 | Green Ducks Radom | 46 – 0 (14-0 6-0 20-0 6-0) referto | Crusaders Warszawa | \| Arbitro: \| Ratajczak \| |
| Arbitro:                        | Ratajczak         |                                    |                    |                             |

| Poznań 27 agosto 2016, ore 14:00 | Patrioci Poznań | 0 – 35 (0-7 0-14 0-14 0-0) referto | Panthers Wrocław B | Stadion Golęcin\| Arbitro: \| Żak \| |
| Arbitro:                         | Żak             |                                    |                    |                                      |

| Wyszków 28 agosto 2016, ore 13:30 | Rhinos Wyszków | 50 – 0 (14-0 21-0 0-0 15-0) referto | Warsaw Sharks B | Miejski Klub Sportowy Bug Wyszków\| Arbitro: \| Ratajczak \| |
| Arbitro:                          | Ratajczak      |                                     |                 |                                                              |

| Toruń 28 agosto 2016, ore 14:00 | Angels Toruń | 42 – 14 (14-6 14-8 6-0 8-0) referto | Griffons Słupsk | Boiska MOSiR\| Arbitro: \| Żak \| |
| Arbitro:                        | Żak          |                                     |                 |                                   |

| Cracovia 28 agosto 2016, ore 14:00 | Kraków Tigers | 23 – 21 (7-13 8-8 8-0 0-0) referto | Silvers Olkusz | MOS "Wschód"\| Arbitro: \| Rączkowski \| |
| Arbitro:                           | Rączkowski    |                                    |                |                                          |

| Olsztyn 28 agosto 2016, ore 14:30 | Olsztyn Lakers | 34 – 21 (14-0 6-7 0-7 14-7) referto | Bydgoszcz Archers | Piłka Siatkowa Azs Uwm\| Arbitro: \| Żołądek \| |
| Arbitro:                          | Żołądek        |                                     |                   |                                                 |

| Łaziska Górne 28 agosto 2016, ore 14:30 | Hammers Łaziska Górne | 38 – 62 (0-22 16-14 14-14 8-12) referto | Wolverines Opole | Stadion MOSIR\| Arbitro: \| Przybyła \| |
| Arbitro:                                | Przybyła              |                                         |                  |                                         |

#### 12ª giornata
| Mielec 3 settembre 2016, ore 14:00 | Aviators Mielec | 0 – 50 (0-15 0-21 0-6 0-8) referto | Rzeszów Rockets | Stadion MOSIR\| Arbitro: \| Żołądek \| |
| Arbitro:                           | Żołądek         |                                    |                 |                                        |

| Gorzów Wielkopolski 4 settembre 2016, ore 14:30 | Stal Gorzów Wielkopolski | 16 – 12 (6-0 0-12 2-0 8-0) referto | Kozły Poznań B | Stadion im E. Jancarza\| Arbitro: \| Radziński \| |
| Arbitro:                                        | Radziński                |                                    |                |                                                   |

| Cracovia 4 settembre 2016, ore 15:00 | Kraków Tigers | 52 – 0 (24-0 7-0 6-0 15-0) referto | Zagłębie Steelers | MOS "Wschód"\| Arbitro: \| Jurzyk \| |
| Arbitro:                             | Jurzyk        |                                    |                   |                                      |

#### 13ª giornata
| Breslavia 10 settembre 2016, ore 12:00 | Panthers Wrocław B | 0 – 20 (0-20 0-0 0-0 0-0) referto | Kozły Poznań B | Stadion Oławka\| Arbitro: \| Przybyła \| |
| Arbitro:                               | Przybyła           |                                   |                |                                          |

| Skoczów 10 settembre 2016, ore 14:00 | Pretorians Skoczów | 0 – 35 (0-0 0-13 0-22 0-0) referto | Wolverines Opole | Stadion Beskid im. R. Kukucza\| Arbitro: \| Brueck \| |
| Arbitro:                             | Brueck             |                                    |                  |                                                       |

| Radom 11 settembre 2016, ore 14:00 | Green Ducks Radom | 21 – 47 (0-12 6-7 7-10 8-18) referto | Rhinos Wyszków | \| Arbitro: \| Karaś \| |
| Arbitro:                           | Karaś             |                                      |                |                         |

| Zielona Góra 11 settembre 2016, ore 14:30 | Dragons Zielona Góra | 46 – 0 (38-0 8-0 0-0 0-0) referto | Stal Gorzów Wielkopolski | \| Arbitro: \| Przybyła \| |
| Arbitro:                                  | Przybyła             |                                   |                          |                            |

#### 14ª giornata
| Varsavia 17 settembre 2016, ore 12:00 | Warsaw Sharks B | 0 – 39 (0-27 0-12 0-0 0-0) referto | Green Ducks Radom | Stadion AWF\| Arbitro: \| Pruszkowski \| |
| Arbitro:                              | Pruszkowski     |                                    |                   |                                          |

| Olkusz 17 settembre 2016, ore 13:00 | Silvers Olkusz | 28 – 0 (0-0 14-0 6-0 8-0) referto | Zagłębie Steelers | \| Arbitro: \| Rączkowski \| |
| Arbitro:                            | Rączkowski     |                                   |                   |                              |

| Poznań 17 settembre 2016, ore 13:00 | Kozły Poznań B | 0 – 63 (0-27 0-16 0-7 0-13) referto | Panthers Wrocław B | Stadion Posnanii\| Arbitro: \| Radziński \| |
| Arbitro:                            | Radziński      |                                     |                    |                                             |

| Rybnik 18 settembre 2016, ore 12:00 | Rybnik Thunders | 6 – 49 (6-33 0-8 0-8 0-0) referto | Wolverines Opole | Thunders Field\| Arbitro: \| Brueck \| |
| Arbitro:                            | Brueck          |                                   |                  |                                        |

| Olsztyn 18 settembre 2016, ore 14:00 | Olsztyn Lakers | 35 – 0 (7-0 7-0 14-0 7-0) referto | Angels Toruń | Piłka Siatkowa Azs Uwm\| Arbitro: \| Ratajczak \| |
| Arbitro:                             | Ratajczak      |                                   |              |                                                   |

| Główczyce 18 settembre 2016, ore 16:00 | Griffons Słupsk | 0 – 42 (0-28 0-7 0-7 0-0) referto | Bydgoszcz Archers | \| Arbitro: \| Mucha \| |
| Arbitro:                               | Mucha           |                                   |                   |                         |

| Gorzów Wielkopolski 18 settembre 2016, ore 14:30 | Stal Gorzów Wielkopolski | 0 – 46 (0-14 0-20 0-6 0-6) referto | Patrioci Poznań | Stadion im E. Jancarza\| Arbitro: \| Radziński \| |
| Arbitro:                                         | Radziński                |                                    |                 |                                                   |

| Mielec 18 settembre 2016, ore 15:00 | Aviators Mielec | 0 – 33 (0-7 0-13 0-6 0-7) referto | Kraków Tigers | MOSIR\| Arbitro: \| Walentynowicz \| |
| Arbitro:                            | Walentynowicz   |                                   |               |                                      |

#### 15ª giornata
| Varsavia 24 settembre 2016, ore 15:30 | Crusaders Warszawa | 35 – 0 (14-0 14-0 7-0 0-0) referto | Warsaw Sharks B | Stadion AWF\| Arbitro: \| Karaś \| |
| Arbitro:                              | Karaś              |                                    |                 |                                    |

### Classifica
La classifica della regular season è la seguente:
- PCT = percentuale di vittorie, G = partite giocate, V = partite vinte,  P = partite perse, PF = punti fatti, PS = punti subiti

#### Girone Nord
| Pos. | Squadra           | PCT  | G | V | P | PF  | PS  |
| ---- | ----------------- | ---- | - | - | - | --- | --- |
| 1    | Olsztyn Lakers    | .833 | 6 | 5 | 1 | 161 | 82  |
| 2    | Bydgoszcz Archers | .667 | 6 | 4 | 2 | 148 | 60  |
| 3    | Angels Toruń      | .500 | 6 | 3 | 3 | 98  | 112 |
| 4    | Griffons Słupsk   | .000 | 6 | 0 | 6 | 46  | 199 |

#### Girone Centro
| Pos. | Squadra            | PCT   | G | V | P | PF  | PS  |
| ---- | ------------------ | ----- | - | - | - | --- | --- |
| 1    | Rhinos Wyszków     | 1.000 | 6 | 6 | 0 | 264 | 33  |
| 2    | Green Ducks Radom  | .667  | 6 | 4 | 2 | 246 | 76  |
| 3    | Crusaders Warszawa | .333  | 7 | 2 | 4 | 83  | 190 |
| 4    | Warsaw Sharks B    | .000  | 6 | 0 | 6 | 2   | 296 |

#### Girone Est
| Pos. | Squadra           | PCT  | G | V | P | PF  | PS  |
| ---- | ----------------- | ---- | - | - | - | --- | --- |
| 1    | Kraków Tigers     | .833 | 6 | 5 | 1 | 184 | 49  |
| 2    | Silvers Olkusz    | .833 | 6 | 5 | 1 | 195 | 61  |
| 3    | Rzeszów Rockets   | .667 | 6 | 4 | 2 | 191 | 63  |
| 4    | Aviators Mielec   | .167 | 6 | 1 | 5 | 20  | 195 |
| 5    | Zagłębie Steelers | .000 | 6 | 0 | 6 | 8   | 230 |

#### Girone Ovest
| Pos. | Squadra                  | PCT  | G | V | P | PF  | PS  |
| ---- | ------------------------ | ---- | - | - | - | --- | --- |
| 1    | Panthers Wrocław B       | .833 | 5 | 5 | 1 | 208 | 52  |
| 2    | Dragons Zielona Góra     | .667 | 6 | 4 | 2 | 212 | 109 |
| 3    | Patrioci Poznań          | .667 | 6 | 4 | 2 | 189 | 93  |
| 4    | Stal Gorzów Wielkopolski | .167 | 6 | 1 | 5 | 32  | 242 |
| 5    | Kozły Poznań B           | .167 | 6 | 1 | 5 | 54  | 199 |

#### Girone Sud
| Pos. | Squadra               | PCT   | G | V | P | PF  | PS  |
| ---- | --------------------- | ----- | - | - | - | --- | --- |
| 1    | Wolverines Opole      | 1.000 | 6 | 6 | 0 | 279 | 74  |
| 2    | Hammers Łaziska Górne | .500  | 6 | 3 | 3 | 111 | 137 |
| 3    | Rybnik Thunders       | .333  | 6 | 2 | 4 | 69  | 157 |
| 4    | Pretorians Skoczów    | .167  | 6 | 1 | 5 | 36  | 127 |

## Playoff

### Tabellone
|  | Quarti di finale   | Quarti di finale   | Quarti di finale   |                    |                    | Semifinali         | Semifinali | Semifinali |  |  | V PLFA II Finał | V PLFA II Finał | V PLFA II Finał |  |
|  |                    |                    |                    |                    |                    |                    |            |            |  |  |                 |                 |                 |  |
|  | Rhinos Wyszków     | Rhinos Wyszków     | 35                 |                    |                    |                    |            |            |  |  |                 |                 |                 |  |
|  | Rhinos Wyszków     | Rhinos Wyszków     | 35                 |                    |                    |                    |            |            |  |  |                 |                 |                 |  |
|  | Green Ducks Radom  | Green Ducks Radom  | 25                 |                    |                    |                    |            |            |  |  |                 |                 |                 |  |
|  | Green Ducks Radom  | Green Ducks Radom  | 25                 |                    | Rhinos Wyszków     | Rhinos Wyszków     | 21         |            |  |  |                 |                 |                 |  |
|  |                    |                    |                    |                    | Rhinos Wyszków     | Rhinos Wyszków     | 21         |            |  |  |                 |                 |                 |  |
|  |                    |                    | Olsztyn Lakers     | Olsztyn Lakers     | 34                 |                    |            |            |  |  |                 |                 |                 |  |
|  | Silvers Olkusz     | Silvers Olkusz     | Olsztyn Lakers     | Olsztyn Lakers     | 34                 | 16                 |            |            |  |  |                 |                 |                 |  |
|  | Silvers Olkusz     | Silvers Olkusz     |                    |                    |                    |                    |            |            |  |  |                 |                 |                 |  |
|  | Olsztyn Lakers     | Olsztyn Lakers     | 30                 |                    |                    |                    |            |            |  |  |                 |                 |                 |  |
|  | Olsztyn Lakers     | Olsztyn Lakers     | 30                 |                    | Olsztyn Lakers     | Olsztyn Lakers     | 13         |            |  |  |                 |                 |                 |  |
|  |                    |                    |                    |                    |                    |                    |            |            |  |  |                 |                 |                 |  |
|  |                    |                    | Panthers Wrocław B | Panthers Wrocław B | 26                 |                    |            |            |  |  |                 |                 |                 |  |
|  | Kraków Tigers      | Kraków Tigers      | Panthers Wrocław B | Panthers Wrocław B | 26                 | 6                  |            |            |  |  |                 |                 |                 |  |
|  | Kraków Tigers      | Kraków Tigers      |                    |                    |                    |                    |            |            |  |  |                 |                 |                 |  |
|  | Panthers Wrocław B | Panthers Wrocław B | 30                 |                    |                    |                    |            |            |  |  |                 |                 |                 |  |
|  | Panthers Wrocław B | Panthers Wrocław B | 30                 |                    | Panthers Wrocław B | Panthers Wrocław B | 43         |            |  |  |                 |                 |                 |  |
|  |                    |                    |                    |                    | Panthers Wrocław B | Panthers Wrocław B | 43         |            |  |  |                 |                 |                 |  |
|  |                    |                    | Bydgoszcz Archers  | Bydgoszcz Archers  | 0                  |                    |            |            |  |  |                 |                 |                 |  |
|  | Wolverines Opole   | Wolverines Opole   | Bydgoszcz Archers  | Bydgoszcz Archers  | 0                  | 7                  |            |            |  |  |                 |                 |                 |  |
|  | Wolverines Opole   | Wolverines Opole   |                    |                    |                    |                    |            |            |  |  |                 |                 |                 |  |
|  | Bydgoszcz Archers  | Bydgoszcz Archers  | 19                 |                    |                    |                    |            |            |  |  |                 |                 |                 |  |

### Quarti di finale
| Cracovia 1º ottobre 2016, ore 14:30 | Kraków Tigers | 6 – 30 (0-16 0-7 6-0 0-7) referto | Panthers Wrocław B | MOS "Wschód"\| Arbitro: \| Pruszkowski \| |
| Arbitro:                            | Pruszkowski   |                                   |                    |                                           |

| Opole 2 ottobre 2016, ore 12:00 | Wolverines Opole | 7 – 19 (7-0 0-6 0-6 0-7) referto | Bydgoszcz Archers | Miejski Stadion Lekkoatletyczny\| Arbitro: \| Przybyła \| |
| Arbitro:                        | Przybyła         |                                  |                   |                                                           |

| Gorenice 2 ottobre 2016, ore 13:00 | Silvers Olkusz | 16 – 30 (0-7 8-14 0-9 8-0) referto | Olsztyn Lakers | \| Arbitro: \| Pruszkowski \| |
| Arbitro:                           | Pruszkowski    |                                    |                |                               |

| Wyszków 2 ottobre 2016, ore 13:30 | Rhinos Wyszków | 35 – 25 (14-7 7-6 14-0 0-12) referto | Green Ducks Radom | Stadion WOSIR\| Arbitro: \| Karaś \| |
| Arbitro:                          | Karaś          |                                      |                   |                                      |

### Semifinali
| Breslavia 15 ottobre 2016, ore 14:30 | Panthers Wrocław B | 43 – 0 (7-0 14-0 15-0 7-0) referto | Bydgoszcz Archers | Stadion Oławka\| Arbitro: \| Rączkowski \| |
| Arbitro:                             | Rączkowski         |                                    |                   |                                            |

| Wyszków 16 ottobre 2016, ore 14:30 | Rhinos Wyszków | 21 – 34 (7-7 0-13 0-7 14-7) referto | Olsztyn Lakers | Stadion WOSIR\| Arbitro: \| Przybyła \| |
| Arbitro:                           | Przybyła       |                                     |                |                                         |

### V PLFA II Finał
| Olsztyn 29 ottobre 2016, ore 13:00 | Olsztyn Lakers | 13 – 26 (0-14 0-6 6-0 7-6) referto | Panthers Wrocław B | Piłka Siatkowa Azs Uwm\| Arbitro: \| Ratajczak \| |
| Arbitro:                           | Ratajczak      |                                    |                    |                                                   |

## V PLFA II Finał
La VI PLFA II Finał è stata disputata il 15 ottobre 2016 al Piłka Siatkowa Azs Uwm di Olsztyn. L'incontro è stato vinto dai Panthers Wrocław B sugli Olsztyn Lakers con il risultato di 26 a 13.

## Spareggi promozione
| Sopot 29 ottobre 2016, ore 17:30 | Seahawks Sopot | 32 – 28 (13-0 6-21 0-7 13-0) referto | Wolverines Opole | Stadion Ogniwo\| Arbitro: \| Grabarek \| |
| Arbitro:                         | Grabarek       |                                      |                  |                                          |

| Lublino 30 ottobre 2016, ore 13:00 | Tytani Lublin | 0 – 36 (0-14 0-10 0-6 0-6) referto | Bydgoszcz Archers | \| Arbitro: \| Żołądek \| |
| Arbitro:                           | Żołądek       |                                    |                   |                           |

## Verdetti
- Panthers Wrocław B Campioni della PLFA II 2016